# Chlorota terminata
Chlorota terminata är en skalbaggsart som beskrevs av Jean Guillaume Audinet Serville 1825. Chlorota terminata ingår i släktet Chlorota och familjen Rutelidae.

## Underarter
Arten delas in i följande underarter:
- C. t. surinamensis
- C. t. guyanaensis